# 連島沙洲

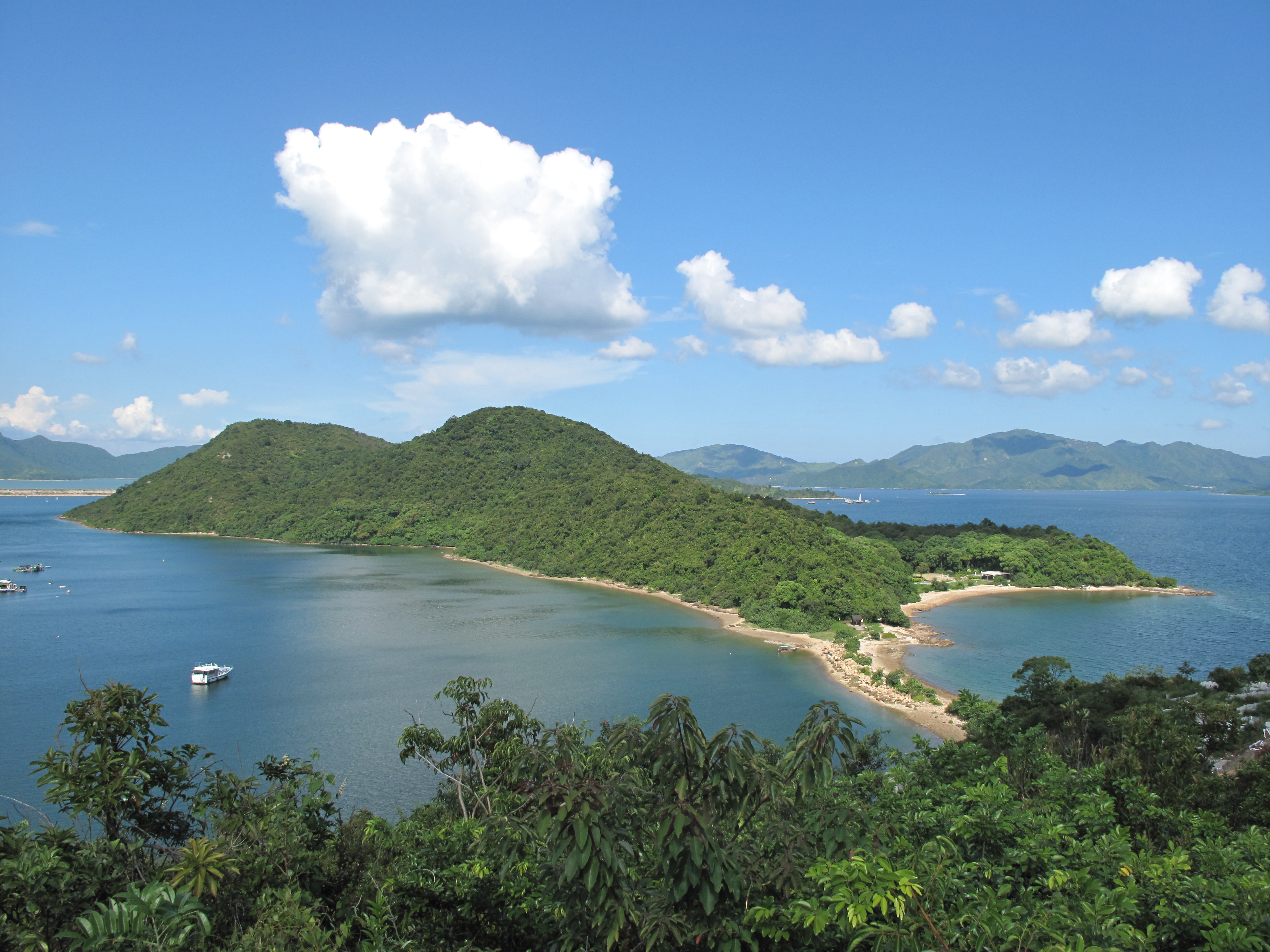
香港馬屎洲附近的連島沙洲

連島沙洲（英語：tombolo），又称沙颈岬、连岛坝，是由沉積作用形成的地形，外形與沙咀及沙洲相似，但形態卻是連接兩處陸地的沉積地形，其中一端原是島嶼，或者兩面都是島嶼。連島沙洲形成的地方通常都是位於狹窄的海峽。海浪因受島嶼的形狀以及季候風的影響，形成兩股季節相反的沿岸漂移。因為水流較慢的關係，沿岸漂移便有機會把岸邊的沙石堆成沙咀。隨著時間的發展，兩邊沙咀不斷延長，最後接在一起，形成連島沙洲。而海平面上升亦可增加連島沙洲形成的機會。

## 廣義和狹義
在廣義上，連島沙洲泛指連接兩處陸地的沙洲。但在狹義上，連島沙洲兩面都是島嶼。如果有一邊為大陸，則稱為陸連島。這時，連島沙洲和陸連島則合稱為沙頸岬。

## 著名的連島沙洲

### 中國大陸
- 山东省烟台市芝罘岛

### 香港[1]
- 長洲
- 馬屎洲
- 橋頭
- 沙洲
- 鴨脷排
- 筆架洲
- 雞翼角
- 綠蛋島
- 長索

### 澳門
- 澳門半島與中國大陸（關閘馬路）、氹仔（大小二氹）

### 泰國
- 披披群島的Koh Phi Phi Don島

### 台澎金馬
- 宜蘭縣蘇澳鎮南方澳
- 澎湖縣馬公市虎井嶼
- 澎湖縣馬公市蒔裡沙灘
- 台東縣東河鄉金樽陸連島
- 連江縣北竿鄉塘后沙灘
- 金門縣烈嶼鄉大膽島

### 日本
- 北海道函館市
- 秋田縣男鹿半島
- 藤澤市江之島
- 福岡市海之中道

### 法國
- 芒什省聖米歇爾山